# Gai Orcivi
Gai Orcivi (en llatí Caius Orcivius) va ser un magistrat romà del segle i aC.
Era col·lega de Ciceró com a pretor l'any 66 aC i es va ocupar dels casos de peculatus. Ciceró l'anomena civis ad ambitionem gratiosissimus (un ciutadà complaent amb les ambicions). El nom apareix també escrit com a Orchicius i Orcinnius, però probablement Orcivius era la forma correcta.